# Clinocera rivalis
Clinocera rivalis är en tvåvingeart som beskrevs av Wagner 1995. Clinocera rivalis ingår i släktet Clinocera och familjen dansflugor.
Artens utbredningsområde är Italien. Inga underarter finns listade i Catalogue of Life.